# Ferdinandea isabella
Ferdinandea isabella är en tvåvingeart som beskrevs av Hull 1942. Ferdinandea isabella ingår i släktet guldblomflugor, och familjen blomflugor. Inga underarter finns listade i Catalogue of Life.